# Mailly-le-Château
Mailly-le-Château és un municipi francès, situat al departament del Yonne i a la regió de Borgonya - Franc Comtat. L'any 2007 tenia 589 habitants.

## Demografia

### Població
El 2007 la població de fet de Mailly-le-Château era de 589 persones. Hi havia 236 famílies, de les quals 92 eren unipersonals (44 homes vivint sols i 48 dones vivint soles), 88 parelles sense fills, 52 parelles amb fills i 4 famílies monoparentals amb fills.
La població ha evolucionat segons el següent gràfic:
Habitants censats

### Habitatges
El 2007 hi havia 430 habitatges, 241 eren l'habitatge principal de la família, 162 eren segones residències i 27 estaven desocupats. 423 eren cases i 6 eren apartaments. Dels 241 habitatges principals, 193 estaven ocupats pels seus propietaris, 44 estaven llogats i ocupats pels llogaters i 4 estaven cedits a títol gratuït; 1 tenia una cambra, 12 en tenien dues, 58 en tenien tres, 54 en tenien quatre i 116 en tenien cinc o més. 166 habitatges disposaven pel capbaix d'una plaça de pàrquing. A 131 habitatges hi havia un automòbil i a 71 n'hi havia dos o més.

### Piràmide de població
La piràmide de població per edats i sexe el 2009 era:
| Homes | Edats   | Dones |
| ----- | ------- | ----- |
| 0     | 95 o +  | 4     |
| 8     | 90 a 94 | 28    |
| 4     | 85 a 89 | 36    |
| 16    | 80 a 84 | 12    |
| 24    | 75 a 79 | 28    |
| 20    | 70 a 74 | 24    |
| 8     | 65 a 69 | 28    |
| 32    | 60 a 64 | 20    |
| 16    | 55 a 59 | 28    |
| 24    | 50 a 54 | 20    |
| 4     | 45 a 49 | 8     |
| 16    | 40 a 44 | 4     |
| 16    | 35 a 39 | 24    |
| 16    | 30 a 34 | 12    |
| 8     | 25 a 29 | 12    |
| 8     | 20 a 24 | 4     |
| 16    | 15 a 19 | 4     |
| 16    | 10 a 14 | 12    |
| 16    | 5 a 9   | 4     |
| 16    | 0 a 4   | 20    |

## Economia
El 2007 la població en edat de treballar era de 280 persones, 182 eren actives i 98 eren inactives. De les 182 persones actives 154 estaven ocupades (85 homes i 69 dones) i 28 estaven aturades (12 homes i 16 dones). De les 98 persones inactives 52 estaven jubilades, 17 estaven estudiant i 29 estaven classificades com a «altres inactius».

### Ingressos
El 2009 a Mailly-le-Château hi havia 244 unitats fiscals que integraven 517 persones, la mediana anual d'ingressos fiscals per persona era de 16.740 €.

### Activitats econòmiques
Dels 18 establiments que hi havia el 2007, 1 era d'una empresa alimentària, 1 d'una empresa de fabricació d'altres productes industrials, 1 d'una empresa de construcció, 4 d'empreses de comerç i reparació d'automòbils, 1 d'una empresa de transport, 4 d'empreses d'hostatgeria i restauració, 1 d'una empresa d'informació i comunicació, 1 d'una empresa financera, 1 d'una empresa de serveis i 3 d'entitats de l'administració pública.
Dels 4 establiments de servei als particulars que hi havia el 2009, 1 era una oficina bancària, 1 taller de reparació d'automòbils i de material agrícola, 1 paleta i 1 restaurant.
Dels 3 establiments comercials que hi havia el 2009, 1 era una botiga de més de 120 m² i 2 fleques.
L'any 2000 a Mailly-le-Château hi havia 10 explotacions agrícoles que ocupaven un total de 1.113 hectàrees.

## Poblacions més properes
El següent diagrama mostra les poblacions més properes.